# Birgit Lennartz
Birgit Lennartz-Lohrengel (Bad Godesberg, 22 november 1965) is een voormalige Duitse marathon- en ultraloopster. Jarenlang domineerde ze de marathonwedstrijden in Duitsland. Zo won ze zevenmaal de 100 km van Biel (haar tijd in 1997 geldt nog als parcoursrecord), tienmaal de Swiss Alpine Marathon, zevenmaal de Rennsteiglauf, zesmaal achtereen de Défi Val-de-Travers en eenmaal de Comrades Marathon in Zuid-Afrika. Ze was ook een succesvol bergloopster.

## Loopbaan
Op de marathon werd Lennartz in 1989 West-Duits kampioene en in 1983 vice-kampioene. Op de 100 km werd ze van 1988 tot 1994 zevenmaal achtereen West-Duits kampioene. In 1997 en 2001 won ze deze titels eveneens. 
Op 28 april 1990 liep ze in de 100 km van Hanau met 7:18.57 uur een Duits record, Europees record en wereldrecord op deze afstand.
In het berglopen was ze in 1988 en in 1990 West-Duits kampioene, hierna won ze deze titel zesmaal als Duits kampioene.
Ze won de marathon van Apeldoorn in 1992 en 1994. Op 28 april 1994 brak ze in Hanau het Europees record op de 100 km in 7:18.57. Dit record zou tien jaar stand houden.
Birgit Lennartz is getrouwd met Udo Lohrengel. Haar broer Burkhard Lennartz is ook een ultra-atleet en werd in 1992 kampioen op de 100 km. Haar vader Karl Lennartz is sportgeschiedkundige en was 25 jaar hoogleraar aan de Duitse sportschool in Keulen.

## Titels
- Duits kampioene 100 km - 1991, 1992, 1993, 1994, 1997, 2001
- Duits kampioene berglopen - 1993
- West-Duits kampioene marathon - 1989
- West-Duits kampioene 100 km - 1988, 1989, 1990
- West-Duits kampioene berglopen - 1988, 1990

## Persoonlijke records
Baan
| Onderdeel | Prestatie | Datum            | Plaats         | Opmerking |
| --------- | --------- | ---------------- | -------------- | --------- |
| 5000 m    | 16.39,0   | 29 augustus 1984 | Sankt Augustin |           |
| 10.000 m  | 34.30,78  | 26 augustus 1986 | Bonn           |           |
| 100 km    | 7:50.47   | 7 oktober 2000   | Ottweiler      | NR        |

Weg
| Onderdeel | Prestatie | Datum          | Plaats     | Opmerking         |
| --------- | --------- | -------------- | ---------- | ----------------- |
| 10 km     | 34.05     | 10 maart 1985  | Leverkusen |                   |
| marathon  | 2:38.15   | 25 maart 1990  | Kandel     |                   |
| 50 km     | 3:29.40   | 16 april 1994  | Rodenbach  | ex-NR             |
| 100 km    | 7:18.57   | 28 april 1990  | Hanau      | ex-WR, NR         |
| 6 uur     | 78,057 km | 7 oktober 2000 | Ottweiler  | Tussentijd, ex-NR |

## Palmares

### halve marathon
- 1985:  Trierer Stadtlauf Half Marathon - 1:19.05
- 1988:  Trierer Stadtlauf Half Marathon - 1:18.59
- 1996: 9e Halve marathon van Egmond - 1:24.50

### marathon
- 1983:  marathon van Duisburg - 2:43.20
- 1983: 19e New York City Marathon - 2:41.42
- 1984: 5e marathon van Frankfurt - 2:39.41
- 1984: 24e New York City Marathon - 2:52.39
- 1985: 9e marathon van Frankfurt - 2:41.54
- 1986:  marathon van Wenen - 2:38.31
- 1986: 11e marathon van Houston - 2:46.28
- 1987:  marathon van Bolton - 2:59.03
- 1988: 15e marathon van Hamburg - 2:44.33
- 1988:  marathon van Reme-City - 3:02.44
- 1989:  marathon van Mönchengladbach - 2:56.47
- 1989:  West-Duitskampioenschap in Kandel - 2:41.23
- 1990:  Bienwald Marathon in Kandel - 2:38.15
- 1990:  Bad Arolser Advent Wald Marathon - 3:04.29
- 1990:  marathon van Mönchengladbach - 2:54.59
- 1990:  marathon van Bad Arolser Advent Wald - 3:03.41
- 1991:  marathon van Keulen - 2:54.58
- 1991:  marathon van Mönchengladbach - 2:52.59
- 1991:  marathon van Rhein-Ruhr - 2:43.30
- 1991:  Bad Arolser Advent Wald Marathon - 3:01.25
- 1992:  Bienwald Marathon in Kandel - 2:44.50
- 1992:  marathon van Steinfurt - 2:47.35
- 1992:  Münich Median Marathon - 2:39.17
- 1992:  marathon van Menden - 2:46.54
- 1992:  marathon van Apeldoorn - 2:47.14
- 1993:  marathon van Monschau - 3:01.03
- 1993:  marathon van Schwarzwald - 2:59.13
- 1993:  marathon van Bertlicher Autumn Strassenlauf - 2:52.58
- 1993:  Jungfrau Marathon - 3:30.04
- 1994:  marathon van Steinfurt - 2:46.40
- 1994:  Königsforst Marathon - 2:53.32
- 1994:  marathon van Apeldoorn - 2:52.10
- 1995:  marathon van Monschau - 2:59.10
- 1995: 5e marathon van Enschede - 2:49.02
- 1996:  Königsforst Marathon - 3:09.53
- 1996:  marathon van Monschau - 3:11.17
- 1996:  marathon van Mainufer - 2:58.42
- 1997:  marathon van Rursee - 3:08.xx
- 1998:  marathon van Steinfurt - 2:50.44
- 1998:  marathon van Pullheim - 2:59.25
- 1998:  marathon van Rursee - 3:06.50
- 1999:  marathon van Pulheimer Staffel - 3:17.23
- 1999:  marathon van Bad Salzuflen - 2:56.01,1
- 1999:  marathon van Steinfurt - 2:59.28
- 1999:  marathon van Helgoland - 3:27.45
- 1999:  marathon van Monschau - 3:02.42
- 1999:  marathon van Rursee - 3:20.31
- 1999:  marathon van Siebengebirgs - 3:13.52
- 2000:  marathon van Dresden - 2:53.22
- 2000:  Bad Arolser Advent Wald Marathon - 3:21.09
- 2001:  marathon van Drei Lander - 3:05.04
- 2001:  marathon van Steinfurt - 2:54.07
- 2001:  marathon van Bonner Stadt - 2:46.35
- 2001:  marathon van Eifel - 3:03.14
- 2001:  marathon van Monschau - 3:17.44,0
- 2001:  Malta Marathon - 3:04.47
- 2001:  marathon van Napf - 3:39.41
- 2008:  Königsforst Marathon - 3:17.36
- 2008:  marathon van Monschau

### 100 km
- 1988:  Bieler Lauftage - 8:30.05
- 1988:  West-Duits kampioenschap in Hamm - 7:42.00
- 1989:  West-Duits kampioenschap in Unna - 7:26.52
- 1990:  West-Duits kampioenschap in Hanau-Rodenbach - 7:18.57
- 1990:  Bieler Lauftage - 7:51.50
- 1991:  Duits kampioenschap in Scheessel - 7:35.21
- 1992:  Duits kampioenschap in Rheine Elte - 7:27.20
- 1993:  Bieler Lauftage - 8:16.45
- 1993:  Duits kampioenschap in Rheine Elte - 7:46.44
- 1994:  Bieler Lauftage - 8:40.49
- 1994:  Duits kampioenschap in Neuwittenbek - 7:38.14
- 1995:  Bieler Lauftage - 8:09.16
- 1996:  Bieler Lauftage - 8:23.05
- 1997:  Bieler Lauftage - 7:37.39
- 1997:  Duits kampioenschap in Leipzig - 7:57.03
- 2001:  Duits kampioenschap in Neuwittenbek - 7:28.31

### overige
- 1990:  Swiss Alpine (78 km) - 6:26.55
- 1992:  Swiss Alpine (78 km) - 6:18.28
- 1994:  Swiss Alpine (78 km) - 6:35.00
- 1995:  Swiss Alpine (78 km) - 6:20.58
- 1996:  Swiss Alpine (78 km) - 6:28.03
- 1997:  Zestig van Texel (60 km) - 4:35.57
- 1997:  Swiss Alpine (78 km) - 6:29.19
- 1998:  Swiss Alpine (78 km) - 7:00.48,8
- 1999:  Swiss Alpine (78 km) - 7:08.52,5
- 1999:  Comrades Marathon (90 km) - 6:31.03
- 2000:  Swiss Alpine (78 km) - 6:52.15,0
- 2001:  Swiss Alpine (78 km) - 6:45.57,3

- Gemeinsame Normdatei: 131955411
- World Athletics: 14278666
- Virtual International Authority File: 57759901
- WorldCat: E39PBJyxq6c4F8ymjCTcVjPJDq